# فرودگاه تک‌بانده باهیا بالناس
فرودگاه تک‌بانده باهیا بالناس (به انگلیسی: Bahía Ballenas Airstrip) یک فرودگاه است که یک باند فرود خاک دارد و طول باند آن ۱۳۷۷ متر است. این فرودگاه در کشور مکزیک قرار دارد .